# Protokollet om det irländska folkets oro rörande Lissabonfördraget
Protokollet om det irländska folkets oro rörande Lissabonfördraget är ett protokoll fogat till Europeiska unionens fördrag. Det undertecknades ursprungligen av företrädare för unionens medlemsstater den 13 juni 2012 och trädde i kraft den 1 december 2014 efter att ha ratificerats av alla medlemsstater i enlighet med deras respektive konstitutionella bestämmelser. Motsvarande bestämmelser hade dock redan antagits av Europeiska rådet genom en internationell överenskommelse vid dess sammanträde i Bryssel, Belgien, den 18–19 juni 2009. Både beslutet och protokollet syftade till att adressera ett antal frågor rörande abort och familjerätt, beskattning och försvarspolitik för att blidka de irländska väljarna efter avslaget av Lissabonfördraget i en folkomröstning 2008. Fördraget godkändes i en andra folkomröstning under 2009 och kunde således träda i kraft den 1 december 2009.
Protokollet om det irländska folkets oro rörande Lissabonfördraget innehåller tre olika bestämmelser som förtydligar tolkningen av Lissabonfördragets innebörd. Protokollet ändrar inte innebörden eller innehållet av Lissabonfördraget och krävde således inte att fördraget skulle ratificeras på nytt.

## Bestämmelser
Protokollet innehåller tre viktiga förtydliganden:
- Lissabonfördraget påverkar inte på något sätt Irlands konstitution vad gäller bestämmelserna om skyddet för rätt till liv, skyddet av familjen och skyddet av rätten till utbildning.
- Lissabonfördraget påverkar inte Europeiska unionens befogenheter vad gäller beskattning.
- Den gemensamma säkerhets- och försvarspolitiken utgår ifrån FN-stadgans bestämmelser och innebär inga försvarspolitiska förpliktelser för Irland; den påverkar inte heller Irlands traditionella politik av militär neutralitet.